# Marbach (Mergbach)
Der Marbach ist ein gut zwei Kilometer langer rechter und südlicher Zufluss des Mergbaches.

## Geographie

### Verlauf
Der Marbach entspringt im Vorderen Odenwald in einem Waldgebiet westlich des Stotz (478,1 m ü. NN). Er fließt zunächst in nordwestlicher Richtung. In Reichelsheim-Groß-Gumpen unterquert er die Bundesstraße 47/Bundesstraße 38, hier Kriemhildstraße genannt, und mündet wenige Meter weiter in den Mergbach.

### Flusssystem Gersprenz
- Fließgewässer im Flusssystem Gersprenz